# Wynton Marsalis and Eric Clapton Play the Blues
Wynton Marsalis and Eric Clapton Play the Blues es un álbum en vivo por Wynton Marsalis y 
Eric Clapton para el evento "Jazz at Lincoln Center", realizado entre el 7, 8 y 9 de abril de 
2011 en New York. El álbum fue producido por Eric Clapton, Wynton Marsalis y Ashley Schiff
Ramos y se trata de una selección de estándares, como "Forty-Four" y "Joe Turner´s Blues", además de una 
versión de Layla. Entre los músicos invitados se encuentran Chris Stainton, Ali Jackson y Taj Mahal,
entre otros.
El álbum fue editado en formato de CD y de CD más un DVD registrado en los conciertos y que 
incluye el tema bluesero "Stagger Lee", como canción extra, interpretado solo por Taj Mahal.
Además, llegó al puesto 12 en la lista de los Álbumes más importantes de Rock, al puesto 1 de la lista de 
álbumes de Blues y al puesto 31 de Billboard en los Estados Unidos en 2011 y al puesto 1 de la
lista de álbumes de Blues en 2012 y 2013, respectivamente.

## Canciones
1. "Ice Cream" (Howard E. Johnson/Robert A.K. King/Billy Moll) - 7:38
2. "Forty-Four" (Chester Burnett) - 7:12
3. "Joe Turner´s Blues" (William C. Handy/Walter Hirsch) - 7:47
4. "The Last Time" (Bill Ewing/Sara Martin) - 4:18
5. "Careless Love" (William C. Handy/Martha E. Koenig/Spencer Williams) - 7:43
6. "Kidman Blues" (J.M. Williams) - 4:20
7. "Layla" (Eric Patrick Clapton/James Beck Gordon) - 9:08
8. "Joliet Bound" (Joe McCoy/Minnie McCoy) - 3:50
9. "Just A Closer Walk With Thee" (Tradicional) - 12:20(Músico Invitado: Taj Mahal).
10. "Corrine, Corrina" (Armelia Chatman/Mitchell Parish/J. Mayo Williams) - 10:21 (Músico Invitado: Taj Mahal).
11. "Stagger Lee" (Harold Logan/Lloyd Price) (Interpretado por Taj Mahal). (Incluido como canción extra en la versión en DVD).

## Personal
- Wynton Marsalis = Trompeta, voz, arreglos musicales y producción.

- Eric Clapton = Guitarras, voz y producción.

- Victor Goines = Clarinete.

- Marcus Printup = Trompeta.

- Chris Crenshaw = Trombón y voces.

- Don Vappie = Banjo.

- Chris Stainton = Teclados.

- Dan Nimmer = Piano.

- Carlos Henríquez = Bajo.

- Ali Jackson = Batería.

- Taj Mahal = Voces en "Just A Closer Walk With Thee". Voz y banjo en "Corrine, Corrina" y "Stagger Lee".

- Ashley Schiff Ramos = Producción.

- Jeff Jones = Ingeniero de grabación, mezclas y masterización.

- Rob Macomber = Ingeniero de grabación.

- David Robinson = Ingeniero de grabación.

- Evan Manners = Ingeniero de grabación.

- Omar Little = Ingeniero asistente de grabación.

- Edgar Tejada = Ingeniero asistente de grabación.